# Élections locales écossaises de 2003 à Aberdeen City
Pour un article plus général, voir Élections locales écossaises de 2003.

Les élections locales écossaises de 2003 à Aberdeen City se sont tenues le 1er mai 2003.

## Composition du conseil
Majorité absolue : 22 sièges
| Parti               | Sièges  |
| ------------------- | ------- |
| Libéraux-démocrates | 20 / 43 |
| Travailliste        | 14 / 43 |
| SNP                 | 6 / 43  |
| Conservateur        | 3 / 43  |